# Nordsee
Nordsee es una franquicia de restaurantes de comida rápida especializada en productos pesqueros.
La empresa se fundó en Bremen (Alemania) en 1896, pero su actividad como franquicia no comenzó hasta 1964. La mayor parte de su negocio se concentra en Alemania y Austria, donde cuenta con más de 150 locales. En la década de 2000 Nordsee inició su expansión internacional a zonas como Europa del Este, Turquía y puntos de interés turístico como Dubái.

## Historia
El 23 de abril de 1896 un grupo de pescadores y empresarios fundaron en Bremen el grupo Nordsee, que en esa época se dedicaba a distribuir productos pesqueros a ciudades de Alemania que están alejadas de la costa. El impulsor de la empresa fue el armador Friedrich Adolph Vinnen. Más tarde se abrieron pescaderías gestionadas por Nordsee en Alemania y Austria, y a comienzos de los años 1930 el grupo contaba con 150 tiendas en ambos países.
El negocio se resintió durante la Segunda Guerra Mundial, cuando la mayoría de las tiendas cerraron. Sin embargo, el grupo continuó funcionando dentro de la República Federal Alemana como distribuidor y dueño de pescaderías, alcanzando los 250 locales por todo el país. En 1959 la empresa se convirtió en una sociedad anónima, y la mayoría de las acciones fueron adquiridas por el banco Dresdner Bank y la multinacional alimenticia Unilever.
En 1964 Nordsee abrió en Darmstadt su primer local de comida rápida basada en pescado, que en un principio se llamó Nordsee Quick. Con el paso del tiempo se abrieron distintas franquicias por todo Alemania Occidental, hasta llegar a los 100 locales en 1974. El éxito de la fórmula de comida rápida hizo que la compañía cambiara su modelo de negocio, uniendo todas sus empresas de distribución, venta al por mayor y restaurantes en un solo grupo.
Unilever adquirió en 1982 todas las acciones de la empresa tras comprar el paquete de Dresdner Bank, y se mantuvo como propietario hasta 1997. Ese año, la multinacional se quedó con el negocio de pescado congelado y vendió la franquicia de restaurantes al grupo de capital riesgo Apax Partners. Tras la operación, Nordsee centró su negocio en la comida rápida y la venta de productos de mar al por mayor.
En la década de 2000 Nordsee se expandió a otros países de Europa del Este. El primero fue Eslovenia en 2002, y más tarde se abrieron comercios en República Checa, Hungría, Eslovaquia, Rumanía y Bulgaria. A mediados de 2005 el grupo vuelve a cambiar de propietarios, después de que la cadena alemana Kamps Food Retail Investment comprase Nordsee con la ayuda del banco japonés Nomura.
Después de instalarse en el este de Europa, Nordsee inauguró locales en Turquía y Oriente Medio.  En 2010 el empresario Theo Müller, propietario del grupo alimenticio Müller, entró en el accionariado de la compañía.